# Batalla del Gwathló
La llamada batalla del Gwathló es un conflicto militar ficticio descrito en la obra Cuentos inconclusos del escritor británico J. R. R. Tolkien. La batalla ocurre durante la Segunda Edad del Sol, encuadrada en los «Ataques a Eriador», entre los ejércitos de Númenor y Sauron en la desembocadura del río Gwathló (‘agua gris’).

## Historia ficticia
En el año 1695, Sauron invadió Eriador con el objeto de recuperar los Anillos de Poder que estaban en manos de los elfos. Gil-galad solicitó con urgencia la ayuda de Númenor, y fue entonces cuando el rey Tar-Minastir prometió una gran flota, que no alcanzó la Tierra Media hasta el año 1700. Sauron dominaba todo Eriador por entonces y sitiaba Imladris.
Gil-galad y los Númenóreanos guardaban el Lhûn, asegurando a duras penas la defensa de los Puertos Grises. Acudió en su auxilio el rey Tar-Minastir con grandes fuerzas, siendo las huestes de Sauron derrotadas y rechazadas. El almirante númenóreano Ciryatur envió entonces parte de sus navíos a un punto de desembarco más hacia el sur, la desembocadura del Gwathló.
Sauron, que intentaba reagruparse, sufrió una nueva derrota en el vado de Sarn, decidiendo reunir nuevas tropas de orcos en Tharbad. Pese a este nuevo reagrupamiento de las tropas de la sombra, Sauron se encontró una vez más con un ejército númenóreano en la retaguardia, pues Ciryatur había desembarcado ya una gran fuerza en la desembocadura del Gwathló. 
En la Batalla del Gwathló, la derrota de Sauron fue completa, tanto que él mismo apenas logró escapar. Las escasas fuerzas que le quedaban fueron atacadas al este de Calenardhon, y él, acompañado por unos pocos guardias, huyó a la región llamada después Dagorlad y de allí, derrotado y humillado, regresó a Mordor. El ejército que sitiaba Imladris, atrapado entre Elrond y Gil-galad, fue derrotado y destruido. 
Eriador fue liberada y Sauron derrotado, pero este, desde la seguridad de Mordor, juró venganza contra Númenor. Su odio por esta derrota ocupó su mente durante largos años, en los que preparó su venganza.